# Zambias riksvapen
Zambias riksvapen är utformat efter det vapen som användes av Nordrhodesia, det namn som staten hade under kolonialtiden. På vapenskölden ser man symbolen för Viktoriafallen, vilkas vita vatten strömmar ned över svarta klippor. Landets mineralrikedom, djurvärld och växtlighet får uttryck i symbolerna runt skölden. Valspråket är "Ett Zambia, en nation" och understryker enighetssträvandena.

## Tidigare versioner

Nordrhodesias vapen från 1927
Nordrhodesia representerades av det nedre fältet i Centralafrikanska federationens vapen